# Jochen Naaf
Jochen Naaf (* in Dortmund) ist ein deutscher Musikproduzent und Songwriter aus Köln.

## Leben
Jochen Naaf fing im Alter von neun Jahren an, Gitarre zu lernen und spielte im Laufe der Zeit in verschiedenen Bands. 1997 zog er von Dortmund nach Köln, um eine Ausbildung bei der Plattenfirma EMI Deutschland zu machen. Anschließend arbeitete er bei EMI als International Artists and Repertoire Manager. Er war beispielsweise an den deutschen Veröffentlichungen der damals noch unbekannten Gorillaz und Coldplay beteiligt und verantwortlich für die deutschen Veröffentlichungen von Bands wie Sensefield und Further Seems Forever.
Im Jahr 2002 verließ er die Firma, um ausschließlich Musik zu schreiben und zu produzieren. Naaf schrieb u. a. für Künstler wie Patrick Nuo oder Jan Josef Liefers. Im April 2006 erschien das von ihm produzierte und von Kritikern gelobte Album von PeterLicht, Lieder vom Ende des Kapitalismus. Es folgten die Produktionen des Polarkreis-18-Albums Colour of Snow und der Hitsingle Allein, Allein und die Bosse-Alben Taxi sowie Wartesaal. 2009 wurde Jochen Naaf zusammen mit Mario Thaler für den Echo 2009 als Produzent des Jahres nominiert.
Zudem hat Jochen Naaf an Produktionen für Jennifer Rostock & Klee mitgewirkt und des Weiteren einen Remix der Lady-Gaga-Hitsingle Born This Way produziert (Jost & Naaf Remix), der auf dem gleichnamigen Album in 14 Ländern veröffentlicht wurde. 2013 neu erschienen sind das Maxim-Album Staub sowie die Hitsingle Meine Soldaten mit Jochen Naaf als Produzenten. Im Oktober 2018 wurde das Bosse Album Alles ist jetzt veröffentlicht, welches direkt auf Platz 1 der deutschen Albumcharts einstieg. Weiterhin produzierte Naaf die EPs New Estate, Wild Stare und das Album Rookery für Giant Rooks.
Es folgte im Jahr 2021 das Bosse Album "Sunnyside" mit seinem bislang kommerziell erfolgreichsten Song und Single "Der letzte Tanz", der von Jochen Naaf produziert und co-geschrieben wurde.
2022 produzierte Jochen Naaf unter anderem die beiden erfolgreichen Singles "Morning Blue" und "Bedroom Exile" von Giant Rooks, die als Vorboten des neuen Albums "How Have You Been?" fungierten.
Das Album "How Have You Been?" der Giant Rooks wurde am 2. Februar 2024 veröffentlicht und erreichte direkt die Nummer 1 der offiziellen deutschen Albumcharts.
Es folgte eine ausgedehnte, 9 monatige Tour der Band durch Europa, Nordamerika und Südamerika.
Im September 2024 erscheint das von Jochen produzierte und zum Teil co-geschriebene Album "Modern Melancholia" von Fil Bo Riva.

## Diskografie (Auswahl)

### Alben
- 2002: Jan Josef Liefers – Oblivion (EMI / Songwriter)
- 2003: Maus – Musick (Smekkleysa/Bad Taste / Producer, Mixer)
- 2006: Dorfdisko – Kurz vor Malmö (Motor / Producer, Mixer)
- 2006: PeterLicht – Lieder vom Ende des Kapitalismus (Motor /  Producer, Mixer)
- 2007: Polarkreis 18 – Polarkreis 18 (Motor / Mixer)
- 2007: Leo Can Dive – Leo Can Dive/ (Virgin / Producer)
- 2008: PeterLicht – Melancholie und Gesellschaft (Motor /  Producer, Mixer)
- 2008: Polarkreis 18 – The Colour of Snow (Universal / Co-Producer)
- 2009: Bosse – Taxi (Scoop / Rough Trade / Producer, Mixer)
- 2010: Fertig, Los! – Pläne für die Zukunft (Sony / Producer)
- 2011: Bosse – Wartesaal (Universal / Producer, Mixer)
- 2011: Klee – Aus Lauter Liebe (Universal / Co-Producer gemeinsam mit Olaf Opal)
- 2011: PeterLicht – Das Ende der Beschwerde (Motor /  Producer, Mixer)
- 2013: Maxim – Staub (Warner /  Producer)
- 2016: Vimes – Nights In Limbo (Humming / Producer)
- 2016: Maxim – Das Bisschen was wir sind (Warner /  Producer)
- 2016: Hundreds - Wilderness (Embassy of Music / Add. Producer, Mixer)
- 2017: Giant Rooks – New Estate (Haldern Pop / Producer, Mixer)
- 2018: Bosse – Alles ist jetzt (Universal / Producer)
- 2019: Giant Rooks – Wild Stare (Irrsinn / Producer, Mixer)
- 2019: Lina Maly - Könnten Augen alles sehen (Warner / Producer, Mixer)
- 2020: Giant Rooks - Rookery (Irrsinn / Universal / Producer, Mixer)
- 2021: Bosse – Sunnyside (Universal / Producer)
- 2022: Die Kerzen – Pferde & Flammen (Staatsakt / Producer, Mixer)
- 2024: Giant Rooks - How Have You Been? (Irrsinn / Universal / Producer, Mixer)
- 2024: Fil Bo Riva - Modern Melancholia

### Singles
- 2001: Gentleman – Leave us alone (Four / Remix)
- 2002: The Flames – Everytime  (EMI / Remix)
- 2004: Valentine – Feel so bad (EMI / Radiomix)
- 2008: Polarkreis 18 – Allein Allein (Universal / Producer)
- 2008: Bosse – 3 Millionen (Scoop / Producer)
- 2009: Jennifer Rostock – Es tut wieder weh (Twilight Soundtrack) (Warner / Producer)
- 2010: Fertig, Los! – Wenn Du mich brauchst (Sony Columbia / Producer, Songwriter)
- 2011: Bosse – Weit weg (Universal / Producer, Mixer)
- 2011: Lady Gaga – Born This Way (Jost & Naaf Remix) (Interscope / Remixer)
- 2013: Lena – Neon (Lonely People) (Universal / Singlemix / Radiomix)
- 2013: Maxim – Meine Soldaten (Warner / Producer)
- 2014: Maxim – Alles versucht 2.0 (Warner / Producer)
- 2015: Hundreds – Our Past (Sinnbus / Mixer / Co-Producer)
- 2016: Maxim – Willkommen im Club (Warner / Producer)
- 2018: Bosse – Alles ist jetzt (Universal / Producer)
- 2018: Bosse – Augen zu Musik an (Universal / Producer)
- 2020: Giant Rooks – Watershed (Irrsinn / Universal / Producer)
- 2021: Bosse – Der letzte Tanz (Universal / Producer)
- 2022: Giant Rooks – Morning Blue (Irrsinn / Universal / Producer)
- 2022: Juli – Fette Wilde Jahre (Universal / Producer)
- 2022: Fil Bo Riva  – Running in Circles (Universal / Producer)
- 2023: Silbermond - Auf Auf (Vertigo Universal / Producer)

### Sonstiges
- 2005: Operation Dance Sensation (Filmmusik)
- 2005: Leo Can Dive – Gatecrasher (EP)